# Unzial 0101
Unzial 0101 (in der Nummerierung von Gregory-Aland, von Soden ε 48) ist eine griechische Unzialhandschrift des Neuen Testaments. Mittels Paläographie wurde es auf das 8. Jahrhundert datiert.

## Beschreibung
Der Kodex enthält kleine Teile des Johannesevangeliums 1:29-32 auf einem sehr kleinen Pergamentblatt (11 × 9 cm). Er wurde in einer Spalte je Seite mit 14 Zeilen in Unzialbuchstaben beschrieben.

## Text
| recto ΤΗΕΠ[αυρι]ΟΝΒΛΕ ΠΕΙΤΟΝΙΝΕΡΧΟ ΜΕΝΟΝΠΡΟΣΑΥΤΟ ΚΑΙΛΕΓΕΙ ΔΕΟΑΜΝΟΣΤΟΥΘΥ ΕΝΤ[ωυδατ]ΙΒΑΠΤΙΖΩ ΟΑΙΡΩΝΤΠΝΑΜΑΡ | verso ΚΑΓΩ[ουκ η]ΔΕΙΝΑΥ ΤΟΝΑΛΛΙΝΑΦΑΝΕ ΡΩΘΗΤΩΙΣΛΔΙΑ ΤΟΥΤΟΗΛΘΟΝΕΓΩ ΚΑΙ[εμαρ]ΤΥΡΗΣΕ |
| recto ΤΙΑΝΤΟΥΚΟΣΜΟΥ ΟΥΤΟΣΕΣΤΙΝΠΕ ΡΙΟΥΕΓΩΕΙΠΟΝ ΟΠ                                                         | verso ΙΩΑΝΝΗΣΛΕΓΩΝ ΟΤΙΤΕΘΕΑΜΑΙΤΟΠΝΑ ΚΑΤΑΒΑΟΝΟΝΩΣΕΙ ΠΕΡ[ιστεραν.....] [.....]Ν    |

Der griechische Text des Kodex repräsentiert den Alexandrinischen Texttyp. Aland ordnete ihn in Kategorie II ein.
Die Handschrift befindet sich zurzeit in der Österreichischen Nationalbibliothek (Pap. G. 39780) in Wien. Sie wurde erstmals von Karl Wessely untersucht.